# Cavinti
Cavinti est une localité de la province de Laguna, aux Philippines. En 2015, elle compte 21 702 habitants.